# Иван Генов (преводач)
Вижте пояснителната страница за други личности с името Иван Генов.
Иван Борисов Генов е български учен, преводач, преподавател, византолог и полиглот, една от ключовите личности зад възраждането на интереса към античната литература и култура в България през 80-те години на XX век.

## Биография
Иван Генов е роден в София на 28 ноември 1956 г. Завършва класическа филология в Софийския университет „Климент Охридски“ през 1979 г. със старогръцки, латински и новогръцки език.
В периода 1979 – 1989 г. преподава старогръцки, латински и история на античната култура в Националната гимназия за древни езици и култури „Константин-Кирил Философ“ (НГДЕК) в столицата, като от 1982 до 1989 г. е и неин заместник-директор.
През 1986 – 1990 г. специализира византология, антична история и гръцка палеография в Мюнхенския университет. През 1990 – 1991 г. е асистент по византология (старогръцка палеография) в Софийския университет и научен сътрудник в Центъра за славяно-византийски проучвания „Акад. Иван Дуйчев“.
Работи дълги години като редактор на преводи от старогръцки, латински и новогръцки в издателство „Народна култура“, където играе важна роля и в подготовката на поредицата за антична литература „Хермес“. Той е отговорен редактор в издателството от 1982 до 1988 г. и като такъв има важен принос в появата на български език на историческия роман „Велизарий“ от Робърт Грейвс (1987). Част е и от редакторския екип, работещ по българското издание на „Старогръцки легенди и митове“ на Николай Кун.
В периода 1991 – 1995 г. е официален преводач на българското посолството в Атина. Остава в гръцката столица на частна практика до 2000 г. От 1991 до 2015 г. е официален преводач на правителствата на България и Гърция на всички нива. От 2007 до юни 2019 г. е заклет преводач от и на новогръцки, английски, немски, руски и латински език. Той е преводач на творбите на Никос Казандзакис „Змия и лилия“ и „Рапорт пред Ел Греко“, както и на творби на Херман Хесе.
От 2022 г. преподава старогръцки и латински език в НГДЕК. През 2023 г. е избран за почетен член на гръцкия ПЕН клуб.
През 2021 г. излиза книгата му преразказ на мита за Орфей и Евридика. През 2023 г. заедно с поета Кирил Кадийски прави съвместен нов превод на стихотворенията на Константинос Кавафис от новогръцки. През 2024 г. излиза преводът му на „Денят, в който реката замръзна“ на Ставрос Христодулу.
Автор е на българо-гръцки разговорник.
Умира на 26 септември 2024 г. на 67-годишна възраст в гр. София след дълго боледуване.